# Elezioni parlamentari in Islanda del 1987
Le elezioni parlamentari in Islanda del 1987 si tennero il 25 aprile per il rinnovo di entrambe le camere dell'Althing. In seguito all'esito elettorale, Þorsteinn Pálsson, espressione del Partito dell'Indipendenza, divenne Primo ministro; nel 1988 fu sostituito da Steingrímur Hermannsson, esponente del Partito Progressista.

## Risultati
| Liste                                         | Voti    | %     | Seggi        | Seggi       |
| Liste                                         | Voti    | %     | Camera bassa | Camera alta |
| --------------------------------------------- | ------- | ----- | ------------ | ----------- |
| Partito dell'Indipendenza                     | 41.490  | 27,17 | 12           | 6           |
| Partito Progressista                          | 28.902  | 18,92 | 8            | 5           |
| Alleanza Socialdemocratica                    | 23.265  | 15,23 | 7            | 3           |
| Alleanza Popolare                             | 20.387  | 13,35 | 5            | 3           |
| Partito dei Cittadini                         | 16.588  | 10,86 | 5            | 2           |
| Lista delle Donne                             | 15.470  | 10,13 | 4            | 2           |
| Partito Umanista                              | 2.434   | 1,59  | -            | -           |
| Partito Nazionale                             | 2.047   | 1,34  | -            | -           |
| Associazione per la Giustizia e l'Uguaglianza | 1.893   | 1,24  | 1            | -           |
| Alleanza dei Socialdemocratici                | 246     | 0,16  | -            | -           |
| Totale                                        | 152.722 |       | 42           | 21          |